# علاج غشتالتي

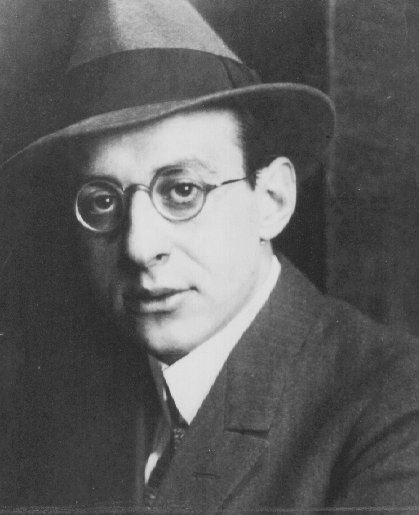

العلاج الغِشتالتي هو شكل وجودي/تجريبي للعلاج النفسي والذي يُركز على الدور الشخصي وعلى تجربة الفرد في الوقت الحاضر والعلاقة بين المعالج والمريض والسياقات البيئية والاجتماعية لحياة الشخص والتعديلات الذاتية التي يقوم بها الأشخاص على حياتهم كنتيجة لوضعهم العام.
طُوّر العلاج الغِشتالتي من قبل فريتز بيرلز ولاورا بيرلس وبول غودمان في الأربعينات والخمسينات ووصف لأول مرة عام 1951 في كتاب العلاج الغِشتالتي.

## نظرة عامة
وصف إدوين نيفس المؤسس المشارك لمعهد الغِشتالت في كليفلاند ومؤسس مركز الغِشتالت الدولي للدراسات، وعضو هيئة التدريس في كلية معهد ماساتشوستس للتكنولوجيا سلون للإدارة العلاج الغِشتالتي على أنه أساس منهجي ومفاهيمي يساعد المحترفين على صياغة ممارساتهم. صرّح جويل لاتنر في نفس المجلد أن العلاج الغِشتالتي مبني على فكرتين رئيسيتين: أن محور التركيز الأكثر فائدة للعلاج النفسي هو اللحظة الآنية التجريبية، وأن الجميع يقعون ضمن شبكات العلاقات وبالتالي يمكننا معرفة أنفسنا من خلال خلفيات علاقاتنا مع الآخرين.
يكشف التطور التاريخي للعلاج الغِشتالتي (المشروح تالياً) التأثيرات التي نتجت عنها الفكرتين السابقتين. بشكل موسع، هي تدعم أربع أسس نظرية رئيسية (مشروحة في قسم النظرية والتطبيق) والتي تشتمل على نظرية الغِشتالت والتي توجه ممارسة وتطبيق العلاج الغِشتالتي.
صيغ العلاج الغِشتالتي من خلال التأثيرات المختلفة على حياة مؤسسيه خلال الفترات التي عاشوا فيها بما في ذلك: الفيزياء الجديدة، الدين الشرقي، الظواهر الوجودية، علم النفس الغشتالتي، التحليل النفسي، المسرح التجريبي، وبالإضافة إلى نظرية الأنظمة ونظرية المجال. برز العلاج الغشتالتي من بدايات وحتى منتصف القرن العشرين ونال شعبية واسعة وسريعة خلال العقدين السادس والسابع. انتشرت مراكز التدريب على العلاج الغشتالتي في السبعينات والثمانينات على مستوى العالم، ولكن معظمها لم يتماش مع السياقات الأكاديمية الرسمية. وعندما طغت الثورة المعرفية على نظرية العلاج الغشتالتي في علم النفس، اعتقد الكثيرون أن الغشتالت كان من مخلفات العصور السابقة. نظراً لأن المعالجين الغشتالتيين ازدروا القَطْعِيَّة الكامنة فيما اعتبروه قضايا بحثية، فتجاهلوا إلى حد كبير الحاجة إلى مزيد من الأبحاث لتطوير ممارسة نظرية الغشتالت والعلاج الغشتالتي. مع ذلك فقد شهد القرن الجديد تغييراً واسعاً في المواقف حيال أبحاث الغشتالت وممارسته.
لا يتطابق العلاج الغشتالتي مع علم النفس الغشتالتي، إلا أن علم النفس الغشتالتي كان له أثر كبير في تطور العلاج الغشتالتي.
يركز العلاج الغشتالتي على العملية السائرة (ما يحصل بالفعل) أكثر من المحتوى (ما يجري الحديث حوله). ينصب التركيز على ما يُفعل ويُفكر به ويُشعر في الوقت الراهن (ظاهرة كل من المريض والمعالج)، عوضاً عمّا كان يمكن أن يكون أو ينبغي أن يكون. العلاج الغشتالتي هو طريقة لممارسة الوعي (والتي تسمى العَقْلِيَّة ضمن مجالات سريرية أخرى) والتي يُفهم من خلالها الإدراك والشعور والفعل للمساعدة على التفسير والشرح والتصور (تأويل الخبرة). يُطوّر هذا الفصل بين الخبرة المباشرة مقابل التفسير غير المباشر أو الثانوي ضمن عملية العلاج. يتعلم المريض أن يكون مدركاً لما يفعله، وهذا الذي يحفز القدرة على المخاطرة بالتحول أو التغيير.
الهدف من العلاج الغشتالتي هو تمكين المريض من أن يصبح أكثر نشاطاً وإبداعاً وأن يتحرر من الحواجز والأعمال غير المنتهية التي تحد من الرضا والإنجاز والنمو، بالإضافة إلى تجربة طرق أخرى لعيش الحياة. لهذا السبب يقع العلاج الغشتالتي ضمن فئة علم النفس الإنساني. نظراً لأن العلاج الغشتالتي يشمل الإدراك وعمليات إعطاء المعنى التي تتشكل من خلالها التجربة، فيمكن أيضاً اعتباره نهج إدراكي. أيضاً، ولأن العلاج الغشتالتي يعتمد على التواصل بين المريض والمعالج، ولأن العلاقة تؤدي إلى تشكل صلة مع مرور الوقت، فيمكن اعتبار العلاج الغشتالتي نهج علائقي أو شخصي. نظراً لأنه يقدر الصورة الأكبر والتي هي وضع معقد يشمل عدة تأثيرات، فيمكن اعتباره أيضاً نهج متعدد الأنظمة. بالإضافة إلى ذلك، فإن عمليات العلاج الغشتالتي تُعتبر تجريبية وتشمل الفعل، ويمكن اعتبار العلاج الغشتالتي مقاربة متناقضة ووجودية/تجريبية على حد سواء.
عند مقارنة العلاج الغشتالتي بالمجالات السريرية الأخرى، فيمكن أن يجد المرء عدة نقاط تطابق أو تشابه. وربما أوضح حالة من التشابه هي بين المنظور الميداني للعلاج الغشتالتي والنظريات الميدانية والنظريات المتعلقة بالكائن الحي المختلفة التي انتشرت في علم الأعصاب والطب والفيزياء في أوائل ومنتصف القرن العشرين. هناك توافق ضمن العلوم الاجتماعية بين المجال النظري للغشتالت وبين الأنظمة أو العلاج النفسي البيئي، بين مفهوم العلاقات الحوارية والعلاقات المادية، نظرية الارتباط، بين العلاج المتمحور حول المريض والمناهج المتوجهة نحو الانتقال، بين الجوانب الوجودية والظواهرية والتفسيرية للعلاج الغشتالتي والجوانب البنائية للعلاج المعرفي، وبين التزام العلاج الغشتالتي بالوعي والعمليات الطبيعية للتعافي والعَقْلِيَّة، القبول والتقنيات البوذية التي يعتمدها العلاج السلوكي المعرفي.

## النظرية المعاصرة والممارسة
تعتمد الأسس النظرية للعلاج الغشتالتي على «أربع قواعد داعمة»: الطريقة الظواهرية، العلاقة الحوارية، الاستراتيجيات النظرية الميدانية والحرية التجريبية. بالرغم من أن هذه المبادئ كانت موجودة ضمن النظرية الأولية والممارسة للعلاج الغشتالتي فالتطور البدئي لنظرية العلاج الغشتالتي أكد على التجربة الشخصية والحلقات التجريبية التي تُفهم على أنها «طوارئ آمنة» أو تجارب. في الواقع، يتكون نصف كتاب بيرلز وهيفرلين وغودمان من تجارب مشابهة. في وقت لاحق، ومن خلال تأثير أشخاص مثل إرفينغ ومريام بولستر، ظهر تركيز نظري ثاني: وهو الصلة بين الذات والآخر، وفي النهاية العلاقة الحوارية بين المعالج والمريض. ولكن عاد المجال النظرية فيما بعد للبروز كمجال للتركيز. في أوقات مختلفة على مر العقود، ومنذ ظهور العلاج الغشتالتي لأول مرة، استحوذ واحد أو أكثر من هذه المبادئ والتراكيب المرتبطة بها على خيال أولئك الذين واصلوا تطوير النظرية المعاصرة للعلاج الغشتالتي. منذ عام 1990، ازدهر الأدب الذي يُعنى بالعلاج الغشتالتي، بما في ذلك تطوير العديد من المجلات المهنية للعلاج الغشتالتي. خلال هذه المسيرة، طُبقت نظرية العلاج الغشتالتي أيضاً في تنمية المنظمات والعمل التوجيهي. وفي الآونة الأخيرة، دُمجت نظريات العلاج الغشتالتي مع ممارسات التأمل في برنامج موحد للتنمية البشرية يسمى ممارسة الغشتالت، والذي يستخدمه بعض الممارسون.

### المنهجية الظواهرية
الهدف من المنهجية الظواهرية هو الوعي. يعمل هذا الاستكشاف بشكل منهجي للحد من آثار التحيز من خلال الملاحظات والاستقصاءات المتكررة.
تشتمل المنهجية الظواهرية على ثلاث خطوات: 1-قاعدة تعليق الحكم، 2-قاعدة الوصف، 3-القاعدة ذات الاتجاه الأفقي. تطبيق قاعدة تعليق الحكم يضع جانباً التحيزات والأحكام المسبقة وذلك بهدف تعليق التوقعات والافتراضات. عند تطبيق قاعدة الوصف، يشغل المرء نفسه بالوصف بدلاً من الشرح. عند تطبيق القاعدة ذات الاتجاه الأفقي، فيُعامل المرء كل عناصر الوصف على أنها ذات قيمة وأهمية متساوية.
تضع نظرية تعليق الحكم جانباً أي نظريات أولية فيما يتعلق بما يتم تقديمه في الاجتماع بين المعالج والمريض. تنطوي قاعدة الوصف على ملاحظات فورية ومحددة، تمتنع عن التفسيرات أو الشروحات، خاصة تلك المتشكلة من تطبيق نظرية سريرية متراكبة على ظروف التجربة. تجتنب النظرية ذات الاتجاه الأفقي أية إحالة ذات أهمية تراتبية، إذ تصبح بيانات الخبرة مرتبة حسب الأولوية وتصنف فور استلامها.

## وصلات خارجية
- علاج غشتالتي على مشروع الدليل المفتوح